# さんきゅう倉田
さんきゅう倉田（さんきゅうくらた、1985年〈昭和60年〉2月11日 - ）は、日本のお笑い芸人、ファイナンシャルプランナー。ワインエキスパート。吉本興業所属。東京NSC15期生。
神奈川県横浜市出身。日本大学藤沢高等学校、日本大学理工学部建築学科卒業。東京大学経済学部金融学科在学中。。

## 来歴・人物
- 日本大学理工学部を卒業後、2007年の国税専門官試験を受けて合格し、2008年に東京国税局に入局する。中小法人の税務調査などを行い2年1ヶ月後、東京国税局を退職する。
- 2010年にNSC東京校に入学。
- 神奈川県鎌倉市内にある道場でキックボクシングとテコンドーのコーチをしていた。
- 大学時代にボクシングの横須賀市民大会で優勝した経験がある（出場者が二人しかいなかったため、一度勝つと優勝だった）。
- 高校2年のときに成績がとてつもなく上がったため、学年で一人だけドーナツを半分に切ったような形の巨大な机を与えられ授業を受けていた。その机で3科目の教科書を常に広げており、あだ名が『デイトレーダー』になった。
- 倉田は小さい頃からいつもお小遣いを貯めていて、自然と貯蓄する習慣ができていた。それで高校生の時に、原付きバイクを19万円ぐらいで買った[2]。
- 倉田は、東京国税局にいた頃、ある社長のお宅に税務調査に行った時にバットを振り回されたことがあったという[3]。
- 代官山駅徒歩3分で2畳のアパートに住んでいる[4]。
- 2019年10月に、日本ソムリエ協会が認定するワインエキスパートに合格。
- 2023年3月、東京大学文科二類に合格[5][6]。

- 2025年2月フランス語検定準一級に合格。

## 東京大学の受験
2020年3月
東京大学受験を決意。知人が営む敬天塾に相談。受験科目を地理、日本史、国語、数学、フランス語とする。
2020年4月
敬天塾に入塾。受験期間を3年と決める。
受験理由は20個ほどあり、友達が欲しかったから、能力を試したかったから、芸人として必要だったから、所得を伸ばして恋人を幸せにしたかったからなどと述べている。なお、1度目の共通テスト後に恋人には振られた。
1年目は高校課程で使用される教科書とスタディサプリを使用し、1日平均10時間ほど勉強。
2021年2月
1度目の受験。文科ニ類を受け、合格者最低点を120点下回る。
文科ニ類を選んだのは、ダン・アリエリーの『予想通りに不合理』を読んで行動経済学に興味を持ったため。
2年目は勉強時間を1日平均13時間に設定する。
2022年2月
2度目の受験｡文科ニ類を受け、合格者最低点を50点下回る。
3年目に突入し、1日平均15時間勉強し、試験1ヶ月前は1日20時間を勉強に費やした。
2023年2月
3度目の受験｡文科ニ類を受け、3月10日合格。
なお、東京大学の入試では英語以外にフランス語・中国語・ドイツ語が選択できるが、これらの言語による文系の受験者でこの年に合格したのはさんきゅう倉田のみであった。
2023年4月
東京大学教養学部文科ニ類2組インタークラス所属。
2025年4月
経済学部金融学科に進学予定。

## 出演

### テレビ
- ウチのガヤがすみません!（日本テレビ、2015年6月7日、12月13日,2017年10月17日、2018年1月16日、2月6日、2月13日、2019年7月2日） [8]
- 櫻井・有吉 THE夜会（TBS、2016年1月28日）
- グッドモーニング（テレビ朝日、2017年3月7日）
- 直撃LIVE グッディ!（フジテレビ、2017年7月11日）
- ワイドナショー（フジテレビ、2018年1月21日）
- ノンストップ!（フジテレビ、2018年3月15日）
- マルコポロリ（関西テレビ、2019年5月25日）
- まるっと!サタデー（TBS、2019年9月7日）
- 林先生が驚く初耳学!（TBS、2019年12月2日）
- ゴゴスマ -GO GO!Smile!-（中部日本放送、2019年2月13日、2月18日、2020年2月4日、2022年6月2日）
- ひるおび（TBS、2022年6月3日）
- サンデージャポン（TBS、2022年6月12日）
- クイズプレゼンバラエティー Qさま!!（テレビ朝日、2023年6月5日）
- おはリナ!（TOKYO MX、2024年9月30日 - ） - コーナーレギュラー

### ラジオ
- 高田文夫のラジオビバリー昼ズ（ニッポン放送、2017年11月8日）
- サンドウィッチマンの東北魂（ニッポン放送、2017年12月1日、12月8日）
- 高橋みなみの これから、何する?（TOKYOFM、2018年1月30日）
- 久米宏 ラジオなんですけど（TBSラジオ、2019年2月16日）
- ACTION（TBSラジオ、2020年1月29日）
- 村上信五と経済クン（文化放送、2020年9月5日）

## 執筆
- PRESIDENT「数字の学校」（2018年6月、7月、10月6日、10月22日、2019年11月、12月プレジデント社）

## 連載
- マイナビニュース（2017年～、マイナビ）
- 税と経営（2019年～2021年、税経）

## 著作
- 元国税局芸人が教える　読めば必ず得する税金の話（2017年、総合法令出版）
- 笑う数学（2018年、KADOKAWA）日本お笑い数学協会会員との共著
- 笑う数学√4（2020年、KADOKAWA）
- お金持ち 貧困芸人 両方見たから正解がわかる! 元国税職員のお笑い芸人がこっそり教える 世界一やさしいお金の貯め方 増やし方 たった22の黄金ルール（2021年、東洋経済新報社）
- 元国税芸人が教える!フリーランスで生きていくために絶対知っておきたいお金と税金の話――仕事と報酬の現実（あさ出版）
- 元国税局芸人が教えるわかる、得する！超やさしい税金の教科書（Gakken）
- お金リテラシー超入門: だまされて大損しないために! 15歳から知っておきたい（主婦と生活社）
- マンガでわかる！　小学生のくらしと税金＆社会保険（社会わくわく探究シリーズ）（主婦と生活社）

## インタビュー
- 女性自身（2018年1月、2019年2月5日、光文社）
- 読売新聞（2018年2月5日、2019年2月6日、読売新聞社）
- 週刊プレイボーイ（2018年3月12日、集英社）
- 週刊女性（2018年4月24日、主婦と生活社）
- FLASH（2019年2月29日、光文社）
- 日経MJ（2019年3月1日、日本経済新聞社）
- 湘南よみうり（2019年3月1日）
- ヨコハマよみうり（2019年3月5日）
- 横須賀よみうり（2019年3月5日）
- スポーツ報知（2019年9月30日）
- 読売中高生新聞（2019年10月）
- 小学8年生（2019年10月）